# Astragalus weddellianus
Astragalus weddellianus är en ärtväxtart som först beskrevs av Carl Ernst Otto Kuntze, och fick sitt nu gällande namn av Ivan Murray Johnston. Astragalus weddellianus ingår i släktet vedlar, och familjen ärtväxter. Inga underarter finns listade i Catalogue of Life.